# NGC 999
NGC 999 је спирална галаксија у сазвежђу Андромеда која се налази на NGC листи објеката дубоког неба.
Деклинација објекта је + 41° 40' 16" а ректасцензија 2h 38m 47,4s. Привидна величина (магнитуда) објекта NGC 999 износи 13,6 а фотографска магнитуда 14,5. NGC 999 је још познат и под ознакама UGC 2127, MCG 7-6-47, NPM1G +41.0077, CGCG 539-66, PGC 10026.